# Recoaro Terme
Recoaro Terme és un municipi italià, dins de la província de Vicenza. L'any 2007 tenia 6.951 habitants. Limita amb els municipis d'Ala (TN), Altissimo, Crespadoro, Selva di Progno (VR), Torrebelvicino, Valdagno, Vallarsa (TN) i Valli del Pasubio.

## Administració
| Període | Identitat    | Partit        |
| ------- | ------------ | ------------- |
| 2004-   | Franco Viero | Llista cívica |